# All Your Ghosts in One Corner
All Your Ghosts in One Corner ist ein Jazzalbum des Trios Kuzu um den Saxophonisten Dave Rempis. Die im März 2020 entstandenen Aufnahmen erschienen 2021 auf Aerophonic Records.

## Hintergrund
Dave Rempis, der hier Alt-, Tenor- und Baritonsaxophon spielt, bildet das Trio Kuzu mit dem Gitarristen Tashi Dorji und dem Schlagzeuger Tyler Damon. Tatsächlich sind KUZU aus der Zusammenarbeit des Gitarre-Schlagzeug-Duos Dorji und Damon mit Rempis entstanden, das Trio kam im Herbst 2017 zusammen, nachdem Saxophonist Rempis mit beiden auf einer ausgedehnten US-Tour gearbeitet hatte. All Your Ghosts in One Corner ist ihre fünfte Veröffentlichung; sie folgt auf die LP The Glass Delusion (Astral Spirits, 2021) und die CD Purple Dark Opal (Aerophonic Records, 2020). 
Die Tracks 1 und 5 wurden am 13. März 2020 im The Sugar Maple in Milwaukee aufgenommen; Track 2, 3 und 4 am 12. März 2020 im Veranstaltungsort Elastic Arts in Chicago. Diese Aufnahmen wurde teilweise durch die Unterstützung von Jazz Road ermöglicht, einer nationalen Initiative von South Arts, die von der Doris Duke Charitable Foundation mit zusätzlicher Unterstützung der Andrew W. Mellon Foundation finanziert wird.

## Titelliste
- Kuzu: All Your Ghosts in One Corner (Aerophonic Records)[2]

1. One Fell Swoop 6:21
2. Scythe Part 1 5:27
3. Scythe Part 2 18:09
4. Scythe Part 3 15:27
5. Year of the Rat 10:02

Die Kompositionen stammen von Dave Rempis, Tashi Dorji und Tyler Damon.

## Rezeption
Die Schärfe, mit der das Trio Kuzu die fünf Live-Tracks auf dem Album präsentiert, werde durch ein drohendes Gefühl der Vorahnung, das die COVID-19-Pandemie in den Vereinigten Staaten begleitete, noch verstärkt, meint Mark Corroto (All About Jazz). Aufgenommen am Ende einer Tournee im März 2020, am Vorabend der bevorstehenden sozialen Isolation, da Clubs und Konzerthallen bald geschlossen waren, liefere das Trio „ein wahrhaft herkulisches Musikprogramm“. Ihre Beherrschung des Free-Jazz-Genres komme voll zur Geltung, was sich in der Fähigkeit des Trios zeige, das Chaos einzudämmen. Natürlich bedeutet das, dass es nicht um Chaos, sondern um Meisterhaftigkeit gehe. Das Trio schaffe auf All Your Ghosts in One Corner Übergänge von intensivem, energiegeladenem Jazz zu ruhigen Passagen, die von allen Musikern geleitet werden. Die Musik sei hypnotisch und äußerst fesselnd.